# Lý Trọng Tuấn
Lý Trọng Tuấn (chữ Hán: 李重俊; ? - 8 tháng 7 năm 707), thụy hiệu là Tiết Mẫn thái tử (節愍太子), là Hoàng thái tử dưới triều đại nhà Đường trong lịch sử Trung Quốc, con trai của Đường Trung Tông Lý Hiển. Ông được lập làm hoàng thái tử năm 705 dưới thời gian trị vì thứ hai của vua cha, song bị Vi hoàng hậu cùng con gái là công chúa An Lạc coi khinh. Năm 707, do bất mãn việc Vi hậu chuyên quyền, ông tập hợp binh lính nổi chống lại, cuối cùng thất bại thân vong.

## Thân thế
Không rõ Lý Trọng Tuấn được chào đời vào năm nào cũng như mẫu thân của ông là ai. Theo ghi chép trong Cựu Đường thư thì ông là hoàng tử thứ ba của Trung Tông, và người anh trai thứ hai của ông là Lý Trọng Nhuận sinh năm 682, còn em út Lý Trọng Mậu sinh năm 698, như vậy năm sinh của ông nằm giữa hai mốc thời gian này, nhưng không rõ khi ấy Trung Tông đã bị đày đến Quân châu hay chưa. Có một điều chắc chắn rằng ông không phải do kế thất của Trung Tông là Vi hoàng hậu sinh ra.
Lúc bấy giờ Võ Tắc Thiên soán ngôi xưng đế, làm gián đoạn nhà Đường (690 - 705). Năm 697, thái hậu cho đón Lý Hiển đã bị mình phế truất năm 684 về Lạc Dương phong làm hoàng thái tử. Lý Trọng Tuấn cũng được phong làm Nghĩa Hưng vương.
Năm 705, cung đình xảy ra biến chính, Võ thái hậu thoái vị, Trung Tông Lý Hiển lên ngôi lần thứ hai. Sau đó, Lý Trọng Tuấn được lập làm Vệ vương, ấp ngàn hộ, bái Lạc châu mục, sau thăng làm Đại đô đốc Dương châu mặc dù lúc đó ông vẫn ở Lạc Dương.
Đích trưởng của Trung Tông là Lý Trọng Nhuận do Vi hoàng hậu sinh ra đã bị giết năm 701, còn Lý Trọng Phúc không được Trung Tông yêu quý nên Lý Trọng Tuấn trở thành người thừa kế của Trung Tông. Năm 706, ông được phong làm hoàng thái tử.

## Hoàng thái tử
Tân Đường thư nhận xét Trọng Tuấn là người thông minh quyết đoán nhưng thiếu pháp độ vì không có sư phó dạy bảo. Đường Trung Tông cho Dương Thận Giao cùng Võ Sùng Huấn hai người con rể (chồng công chúa Trường Ninh và công chúa An Lạc) làm thái tử tân khách để làm cố vấn cho Trọng Tuấn, nhưng ông chỉ mải chơi cưỡi ngựa. Hữu thứ tử Bình Trinh Thận dâng Hiếu kinh nghị và Dưỡng đức để ông học tập. Ông tỏ ra tôn trọng Bình Trinh Thận nhưng không làm theo ý kiến đó.
Lý Trọng Tuấn không phải là con của Vi hoàng hậu nên bị bà ta ghét bỏ, cộng thêm Công chúa An Lạc luôn muốn mình được làm hoàng thái nữ. Do mẹ Trọng Tuấn xuất thân thấp hèn nên Công chúa An Lạc cùng chồng là Võ Sùng Huấn tỏ ra xem thường ông, thường nhục mạ và coi ông như nô lệ, nhiều lần An Lạc xin phế Trọng Tuấn để tự mình làm hoàng thái nữ nhưng Trung Tông trước sau không đồng ý.

## Phát động chính biến và bị giết
Lúc bấy giờ Vi hoàng hậu tư thông với Võ Tam Tư (cháu Võ hoàng) chuyên quyền, hãm hại các đại thần, âm mưu soán ngôi xưng nữ đế khiến Trọng Tuấn rất bất bình. Cuối cùng, mùa thu năm 707 (lúc này triều đình đã chuyển về Trường An), Lý Trọng Tuấn liên kết với Thành vương Lý Thiên Lý, Thiên Thủy vương Lý Hi (con trai của Lý Thiên Lý), Lý Đa Tộ (thủ lĩnh bộ lạc Phất Niết Mạt Hạt), Dã Hô Lợi (con rể của Lý Đa Tộ), Lý Tư Xung, Lý Thừa Huống, Độc Cô Y Chi... dẫn hơn 1000 kị binh của đội quân Lâm Vũ tiến hành chính biến, tiến vào phủ của Võ Tam Tư, giết chết Tam Tư và Sùng Huấn cùng hơn 10 thủ hạ. Sau đó, thái tử và Lý Đa Tộ tiến vào cung nhằm bắt mẹ con Vi hậu. Trên đường tiến vào, quân của Trọng Tuấn giết các đại thần theo phe Võ Tam Tư. Đường Trung Tông sợ hãi, cùng Thượng Quan tiệp dư, Vi hoàng hậu, Công chúa An Lạc đến cửa Huyền Vũ, sai Lưu Cảnh Nhân dẫn 100 kị binh hộ vệ. Các đại thần Tông Sở Khách, Dương Tái Tư, Tô Côi, Lý Kiệu cùng nhau chia 2000 quân giữ điện Thái Cực.
Quân đội triều đình bắt đầu tổ chức phòng ngự. Trung Tông lại sai Lưu Nhân Cảnh đem kị binh ra chống trả. Lúc này Lý Đa Tộ và thái tử bất hòa, Lý Đa Tộ án binh không tiến đánh nữa. Trọng Tuấn lại do dự vì muốn nói chuyện với Đường Trung Tông để tự minh oan cho mình. Trong khi đó, hoạn quan của Đường Trung Tông là Dương Tư Húc (楊思勗) đã dẫn quân phản công, giết chết tướng tiên phong của Lý Đa Tộ là Dã Hô Lợi và làm nản lòng lực lượng đảo chính. Trung Tông lại bảo các tướng sĩ của Trọng Tuấn nếu biết quay đầu lại, diệt được tặc sẽ được trọng thưởng. Quân sĩ xao động rồi một tướng của Lý Đa Tộ là Thiên Kỵ quyết định giết chết Lý Đa Tộ, Lý Thừa Huống, Độc Cô Y Chi đầu hàng triều đình.
Lý Trọng Tuấn thân cô thế cô đành bỏ chạy đến Chung Nam Sơn cùng khoảng 100 quân. Tông Sở Khách sai Triệu Tư Thận đuổi theo. Lúc đó trong 100 người con lại cũng có kẻ sợ hãi, bèn lập ý định giết Trọng Tuấn để chuộc tội. Nhân lúc Trọng Tuấn nghỉ ngơi dưới gốc cây, một số tả hữu đã chém đầu ông rồi đầu hàng triều đình.

## Truy phong
Đường Trung Tông sai đem thủ cấp của Lý Trọng Tuấn đến Thái miếu như để báo với tổ tiên rằng ông là kẻ phản nghịch. Sau đó lại đưa hộp đựng thủ cấp đến chỗ quan tài của Võ Tam Tư và Võ Sùng Huấn, báo với vong linh của chúng rằng Trọng Tuấn đã phải đền tội. Sau cùng đưa chiếc hộp này đến trưng bày giữa triều. Không đại thần thân cận nào của ông dám đến gần thi thể vì sợ bị phe đảng của Vi hậu hãm hại, duy chỉ có đại thần Chử Gia Úc làm Vĩnh Hòa thừa dùng chiếc áo cất trong người đến chỗ chiếc hộp, bọc thủ cấp của ông lại và khóc lóc. Sau đó Gia Úc bỏ ngục và bị đày làm Hưng Bình thừa.
Sau khi Trung Tông bị độc sát, chính biến Đường Long lại nổ ra, phe đảng của Vi hoàng hậu bị diệt. Đường Duệ Tông lên ngôi (710), hạ chiếu truy phong cho ông là Tiết Mẫn thái tử, bồi táng tại Định Lăng. Chử Gia Úc được truy tặng Vĩnh Hòa lệnh.
Lý Trọng Tuấn có một con trai là Lý Tông Huy, thời Duệ Tông được phong làm Hồ Dương quận vương, sang giữa những năm Thiên Bảo được phong Thái thường viên ngoại khanh.